# Roland Neveu (photographe)
 (avril 2024).
Si vous disposez d'ouvrages ou d'articles de référence ou si vous connaissez des sites web de qualité traitant du thème abordé ici, merci de compléter l'article en donnant les références utiles à sa vérifiabilité et en les liant à la section « Notes et références ».
Roland Neveu est un photographe français,,,.

## Biographie

### Jeunesse et formation
Roland Neveu est né en Bretagne (France) en 1950. Il entame une carrière de photographe de guerre au début de 1973 par un séjour en Irlande du Nord puis au Cambodge (durant l'été 1973). Ensuite, il effectue son service militaire obligatoire au 1er RCP à Pau où il sera photographe de l’unité de Parachutistes (73-74).

### Années 1970
Au début de 1975, il retourne au Cambodge pour couvrir le conflit et revient pigiste pour l’Agence Gamma. Sa couverture de la Chute de Phnom Penh (17 avril 1975),, lui assure un grand nombre de publications dans la presse internationale.
Il couvre les conflits au Laos (1975), au Liban (1976) et voyage fréquemment en Afrique (Mauritanie, Algérie, Mali, Niger (de 1976 à 1978). Il revient vers l’Asie dès 1978 et sera basé à Bangkok (de 1979 à 1982) couvrant l’actualité sur les réfugiés cambodgiens, vietnamiens et laos. Il couvre le coup d’État en Corée (Séoul) en 1979 pour Time magazine et les suites de l’invasion russe en Afghanistan (1980-1982).

### Basé à New York de 1982 à 1986
Avec la guerre du Liban qu’il couvre dès juin 1982, il sera basé à New York et travaille avec l’agence de photo Gamma-Liaison. Ses principaux clients sont Time magazine, People magazine, Fortune magazine  et Newsweek entre autres. Sa carrière prend une tournure globale avec des reportages en Amérique Centrale, en Afrique et en Asie. Parmi les événements marquants, il y a la guerre au Liban avec le détournement du vol TWA 847 (1985), la chute de Marcos aux Philippines (1986), le sida en Afrique (1986), la fin des Caucescu en Roumanie (1989).

### Basé à Los Angeles de 1986 à 1992
À partir de 1986, sa carrière prend une nouvelle direction en tant que photographe de plateau sur les films Hollywoodiens. La sortie du film Platoon en 1986 voit ses images du film publiées partout dont la ‘cover-story’ de Time magazine. Puis il y aura Rambo 3, Thelma & Louise, Born on the 4th of July, Desperate Hours, Heaven & Earth.
En 1989, c’est avec une camera vidéo qu’il réalise un documentaire (13 min) sur la Révolte Touareg au Mali (la première vague islamiste au Sahel). En 1991, avec son ami JL Blain, il réalise une documentaire de 26 minutes sur les réfugiés kurdes pour Reportages (Antenne 2). Il revient souvent vers l’Asie et couvre l’ouverture du Cambodge, le coup d’État en Thaïlande (1992), et se base de nouveau à Bangkok (1992).

### Retour en Asie dès 1992
Depuis les années 1990, il se consacre à la publications de livres, des reportages commerciaux, et retour sur les tournages de films en Asie depuis 2000. Alors que Bangkok devient le nouveau centre de production de films hollywoodiens, sa carrière de photographe de plateau continue sur les grosses productions internationales. Il est aussi attiré par la réalisation de catalogues pour des artistes basés en Asie (VAL) et (Arnaud Nazar-aga) entre autres. En faisant appel à sa connaissance du travail en studio. Il participe à l’élaboration du Festival de Photo d’Angkor et sera le coordinateur de son atelier photo pour les jeunes photographes d’Asie de 2007 à 2010.